# Stefan von und zu Liechtenstein

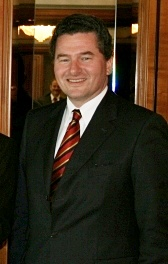
Stefan von und zu Liechtenstein (2008)

Prinz Stefan Carl Manfred Alfred Alexander Joseph Maria von und zu Liechtenstein, Graf zu Rietberg (* 14. November 1961 in Klagenfurt, Österreich) ist ein Mitglied des Hauses Liechtenstein und ein liechtensteinischer Diplomat.

## Biografie

Wappen der fürstlichen Familie von und zu Liechtenstein

Prinz Stefan wurde 1961 als zweites Kind des Prinzen Alexander von und zu Liechtenstein (1929–2012) und dessen Gattin Josephine, geborene Prinzessin zu Löwenstein-Wertheim-Rosenberg (* 1937) in Klagenfurt geboren. Seine Kindheit verbrachte er auf dem Familiensitz Schloss Rosegg in Kärnten. Er studierte Betriebswirtschaftslehre an der Universität Innsbruck und schloss sein Studium im März 1987 mit dem akademischen Grad eines Magisters ab.
Am 18. Juni 1988 heiratete er Florentine Gräfin von Thun und Hohenstein (* 1963). Das Paar lernte sich beim Studium in Innsbruck kennen. Es gingen vier Kinder aus der Ehe hervor: Lukas (* 1990), Konrad (* 1992), Anna (* 1994) und Rita (* 1999).
Von 1988 bis 1991 arbeitete Prinz Stefan bei der Schweizerischen Bankgesellschaft UBS in Zürich und von 1991 bis 1995 bei der UBS in Frankfurt am Main als Direktor im Kapitalmarktbereich. Seit 1993 ist er Geschäftsführer verschiedener Investmentgesellschaften. Gemeinsam mit seinem jüngeren Bruder Emanuel leitete er bis 2001 ein Tourismusprojekt auf Schloss Rosegg. Von Juni 2001 bis Juni 2007 war er Botschafter des Fürstentums Liechtenstein bei der Schweizerischen Eidgenossenschaft in Bern. Von März 2007 bis Juli 2017 amtierte er als Botschafter bei der Bundesregierung der Bundesrepublik Deutschland in Berlin. Im Dezember 2017 folgte er Prinz Nikolaus von und zu Liechtenstein als nicht-residierender Botschafter Liechtensteins beim Heiligen Stuhl.
2015 startete er die Initiative Liechtenstein Languages; ein Programm, um Flüchtlingen in Deutschland, Österreich, der Schweiz und Liechtenstein mit einer besonderen Sprachunterrichtsmethode das Erlernen der deutschen Sprache zu ermöglichen. Seit Juli 2020 war er Chairman of the Board bei Augustus Intelligence Inc., New York. Das Unternehmen rückte im gleichen Zeitraum aufgrund einer Lobbyismus-Affäre durch den CDU-Politiker Philipp Amthor in den Fokus der Medien.
Prinz Stefan ist Eigentümer von Schloss Rosegg.